# C21H31NO
化学式C21H31NO（摩尔质量：313.49 g/mol）可以指：
- 可加佐辛，CAS号：57653-29-9
- 1-甲基-2-十一烷基喹啉-4(1H)-酮，CAS号：59443-02-6

|  | 这个同类索引页列出了具有相同分子式的化学物（即同分異構體）条目。 除非您是有意链接至本页，否则应将相应条目的内部链接指向正确的条目。 |